# Enicmus mannerheimi
Enicmus mannerheimi là một loài bọ cánh cứng trong họ Latridiidae. Loài này được Kolenati miêu tả khoa học năm 1846.